# Лес Нанн
Лес Нанн (англ. Les Nunn, 25 січня 1942) — австралійський ватерполіст.
Учасник Олімпійських Ігор 1964, 1972 років.